# Nodens
Nodens (o Nudens, Nodons) è un dio celtico associato alle guarigioni, al mare, alla caccia e ai cani. Era venerato nell'antica Britannia, soprattutto nel complesso religioso a Lydney Park nel Gloucestershire, e probabilmente anche in Gallia. Viene assimilato agli dèi romani Marte, Mercurio, Nettuno e Silvano. Nella mitologia irlandese equivale a Nuada, nella mitologia gallese a Nudd.

## Etimologia
Il nome Nodens probabilmente deriva dalla radice celtica *noudont- o *noudent- che J.R.R. Tolkien suggerì derivare da una radice germanica dal significato di "acquisire", "avere l'uso di", più anticamente "afferrare", "intrappolare (a caccia)". Nel collegamento tra Nuada e la mano di Lludd rilevava «un'eco dell'antica fama della mano magica di Nodens il Cacciatore». Similmente Julius Pokorny fa derivare il nome dalla radice protoindeuropea *neu-d-, "acquisire", "utilizzare", "pescare".

## Centri di culto

### Il complesso di Lydney Park
Il complesso religioso a Lydney Park, situato su una ripida scogliera sull'estuario del Severn, è un rettangolo di 72x54 m con una cella centrale di 29x49,5 m. A nord-ovest è diviso in tre camere profonde 6,3 m. Questo tempio di stile classico e grandioso è stato interpretato come un'incubatio o dormitario per pellegrini malati in cui si dormiva per avere una visione divina. Probabilmente il sito fu scelto perché offriva una chiara veduta del massiccio Severn Bore, un'onda mareale che sotto certe condizioni si innalza vicino a Gloucester. Anche la sua posizione su un antico forte di collina dell'Età del Ferro doveva essere rilevante.
Il complesso fu scavato negli anni 1920 da Sir Mortimer Wheeler che fece risalire l'epoca della costruzione dopo il 364 d.C. con occupazioni continuate fino al V secolo. Sono state trovate molte iscrizioni dedicate a Nodens.
Ci sono anche le prove di almeno un sacerdote del tempio. La cella ha un pavimento a mosaico. I frammenti sopravvissuti raffigurano delfini, pesci e mostri marini. Il pavimento risale al IV secolo e fu dedicato al tempio di Nodens da un certo Tito Flavio Senile. Tra gli artefatti rinvenuti spicca un oggetto di bronzo, forse un copricapo o un vaso raffigurante un dio marino alla guida di un cocchio tra le torce di putti e tritoni. Secondo Miranda Green l'oggetto apparteneva a Senile.
Altri oggetti includono rilievi in bronzo di divinità marine, pescatori e tritoni, nove statue di pietra o di bronzo di cani (una ha il volto umano e alcuni assomigliano alla tipica razza ibernica del levriero irlandese), una placca in bronzo di una donna, un braccio in bronzo, un timbro da oculista (usato per segnare le croste con unguento per gli occhi), circa 320 spille, quasi 300 braccialetti e oltre 8000 monete. L'iconografia mostra un'associazione col mare, mentre i cani, le spille, i braccialetti e il braccio di bronzo (che mostra segni di malattia) indicano una funzione curativa. Il cane è un compagno dell'aspetto guaritore di Marte e i cani erano simboli di guarigione perché leccano le proprie ferite per guarire. Immagini di pellegrini e divinità con cani ricorrono in molti santuari delle sorgenti in Gallia, mentre cani sacri erano mantenuti al tempio di Asclepio ad Epidauro nel Peloponneso. Le spille sono associate alle nascite. I cani e l'associazione con Silvano, suggeriscono anche una connessione con la caccia.
Secondo Arthur Bernard Cook il toponimo Lydney deriva dall'antico inglese *Lydan-eg, "Isola di Lludd".

### Altri centri di culto
Altri centri di culto erano a Cockersand Moss nel Lancashire, a Vindolanda sul Vallo di Adriano, a Magonza in Germania.
Maynooth, una città a nord della Contea di Kildare in Irlanda, è un'anglicizzazione di Magh Nuad, "Piana di Nuadu".

## Paralleli mitologici
Il nome Nodens è imparentato con l'antico irlandese Nuada, il primo re dei Túatha Dé Danann, deposto per aver perso un braccio in battaglia. Fu restaurato sul trono dopo che Dian Cecht gli costruì un braccio d'argento. Miach figlio di Dian Cecht gli fece poi un nuovo braccio di carne e sangue. Anche il dio norreno Týr perse una mano.
Nella mitologia gallese Nudd è imparentato con Nodens e anche lui, sotto il nome di Lludd Llaw Eraint, aveva un braccio d'argento. Perciò anche il leggendario re britannico Lud può derivare da Nodens. Una figura simile nella mitologia norrena è Njörðr, dio del vento, della fertilità delle terre lungo le coste, della navigazione, della vela e della pesca. L'Edda in prosa lo associa al potere di calmare il mare o il fuoco.